# Lipí (Moravskoslezské Beskydy)
Lipí / Kotař je 902 m vysoká hora, tvořící součást Ropické rozsochy v severní části Moravskoslezských Beskyd. Nachází se na rozhraní katastrů obcí Komorní Lhotka a Morávka v okrese Frýdek-Místek. Vrchol hory je zalesněný a nenachází se na něm žádný prvek turistické infrastruktury, ani jiná stavba. Na severozápadním svahu hory, přibližně 0,5 km od vrcholu, se nachází turistická chata Na Kotaři.
Hora leží na rozvodí řek Stonávka (přítok Olše) a Morávka (přítok Ostravice), které patří do soustavy povodí řeky Odry a úmoří Baltského moře.

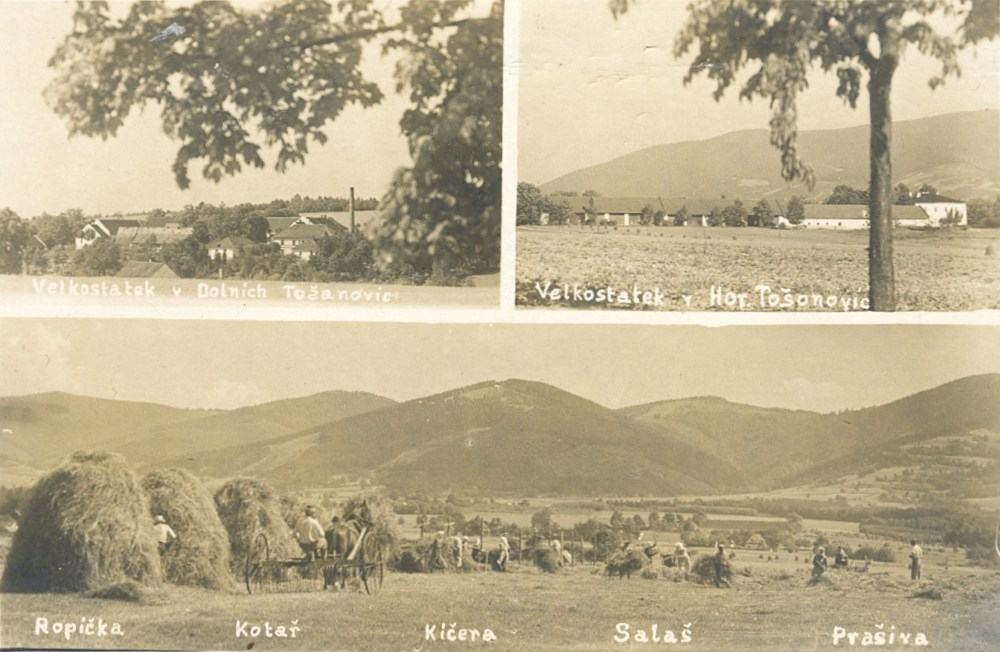
Statek v Dolních a Horních Tošanovicích, Moravskoslezské Beskydy 1945

Vrchol je v místní tradici označován jako Kotař, a to nejen v souladu s přilehlou chatou Na Kotaři. Dokládá to také fotografie z roku 1945 s názvy beskydských vrcholů, pohled od zámku v Horních Tošanovicích.

## Chata Na Kotaři
Nachází se v nadmořské výšce 785 m. První myšlenky o výstavbě horské chaty se vyskytly na přelomu 19. a 20. století, vize turistického spolku Beskidenverein však nebyla uskutečněna. Až v letech 1936 až 1937 bývalý ostravský horník Ignác Gřunděl postavil pod Lipím dnešní chatu, která nesla jeho jméno – Gřundělova chata. Po roce 1989 chata, už delší dobu známá jako Na Kotaři, často měnila majitele s různými úmysly. V současnosti chata slouží účelu, pro který byla vybudována. Funguje celoročně, nabízí občerstvení i ubytování s 32 lůžky.

## Přístup
Samotný vrchol hory Lipí se nachází zcela mimo značené turistické trasy, vede na něj pouze pěšinka, v terénu ne vždy dobře patrná, od chary Na Kotaři i ze sedla Pod Ropičkou.
Nejrychlejší sestup, pěšky nebo i s kolem, vede po hřebeni směrem na sever, lesním chodníkem k rozcestníku Komorní Lhotka - Odnoha. Horní část této neznačené stezky je možné využít i při výstupu alternativní trasou od horního konce údolí potoka Odnoha. Jinou zkratkou je výstup po hřebeni Suchý od konce silnice vedoucí údolím Ráztoky (U Šimíčků).
Naopak chata Na Kotaři se nachází na křižovatce modré a červené turistické trasy, a proto je zde poměrně čilý provoz.
 Trasa z obce Morávka: vede od turistického rozcestníku Morávka, BUS (poblíž obecního úřadu) po jižním až jihozápadním svahu hory k chatě Na Kotaři (délka 3,5 km).
 Trasa z obce Komorní Lhotka: vede z náměstí v Komorní Lhotce podél toku řeky Ráztoka z rozcestníku Komorní Lhotka, Odnoha, poté stoupá ze severu k hřebeni Smrčinsko-čepelského hřbetu k rozcestníku Kotař, rozc., a odtud východně k turistické chatě Na Kotaři (délka 6 km).
Zkratka od sauny v Komorní Lhotce: k rozcestníku Kotař buď přes vrchol Kyčera 769 m nebo silnicí údolím Stonávky a západním svahem Kyčery dvěma alternativními lesními cestami.
  Trasa z Komorní Lhotky přes Malou Prašivou: z náměstí v Komorní Lhotce vede žlutá trasa na Malou Prašivou, odtud jihovýchodním směrem po červené hřebenové trase přes Prašivou a Čupel k chatě Na Kotaři (délka 8 km).